# Шишенино
Шише́нино — деревня в Воскресенском районе Нижегородской области. Входит в состав Владимирского сельсовета.

## География
Располагается на холме у поймы берега небольшой реки Чумакша, левого притока реки Люнды.
Имеет две извилистые улицы: Береговую и Новую в два порядка из 70 домов. Находится в пяти километрах от административного центра — села Владимирского.

## Население
| 1999 | 2002 | 2010 |
| ---- | ---- | ---- |
| 38   | ↘24  | ↘6   |

## Инфраструктура
Личное подсобное хозяйство. Основа экономики — сельское хозяйство.
Проживают постоянно только несколько семей, остальные дома дачников. Около деревни находится ферма «Светлоярское».

## Транспорт
Деревня расположена около 6 километра от автодороги K18 Нижний Новгород — Воскресенское, которая ответвляется в деревне Боковая на Воскресенское направление от региональной автодороги Р159.